# David IX van Georgië
David IX (onbekend - 1360) uit het huis Bagrationi was koning van Georgië van 1346 tot aan zijn dood.

## Leven en regeerperiode
De identiteit van zijn moeder is niet bekend. Hij volgde zijn vader George V van Georgië op als koning van Georgië. Het koninkrijk was niet meer zo sterk als bij zijn vader, de Zwarte Dood bezocht ook zijn land en bracht economische problemen met zich mee. Hij werd opgevolgd door zijn zoon Bagrat V van Georgië.